# Propriedade cruzada
Propriedade cruzada, no caso dos meios de comunicação,  designa  uma forma de concentração da propriedade na qual um grupo empresarial (ou família) é proprietário de mais de um tipo de veículo de comunicação (jornal, TV, rádio etc.)